# Anders Hammarstrand
Anders Hammarstrand, född 1955 i Göteborg, är en svensk målare, skulptör och möbelformgivare.
Hammarstrand är utbildad vid Göteborgs universitet med konstvetenskap och litteraturvetenskap som huvudämnen.[källa behövs] Han har representerats på Röhsska museet i Göteborg och deltog i Borås skulpturfestival 2008.

## Utställningar i urval
- 1992 Thorden Wetterling Gallery New Chair sculptures
- 1998 Göteborgs Konstförening med Jens Fänge[1][3]
- 2000 Wetterling Gallery med Tom Wesselman
- 2004 Göteborgs Konstförening[1]
- 2008 Borås skulpturfestival 2009[1]